# George Gore
George Gore (* 22. Januar 1826 in Blackfriars, Bristol; † 20. Dezember 1908 in Birmingham) war ein englischer Dozent für Chemie.
Der Sohn des gleichnamigen Böttchers besuchte eine kleine Privatschule, bis er im Alter von zwölf Jahren Laufbursche wurde. 1843 begann er eine Böttcherlehre und arbeitete dann in einer Phosphorfabrik in Birmingham.
Er bildete sich autodidaktisch weiter und wurde 1861 Unternehmensberater und Dozent in Birmingham. Seit 1865 war er Mitglied der Royal Society. Ab 1870 war er Dozent für Experimentalphysik und Chemie an der Grammar School King Edward's. 1877 wurde ihm der Dr. jur. hon. von der University of Edinburgh verliehen. 1880 gründete er das Institut für wissenschaftliche Forschung in Birmingham und war dort Direktor.
Er forschte zur Elektrometallurgie und entwickelte Verfahren der elektrolytischen Metallabscheidung. Er entdeckte amorphes Antimon und elektrolytische Töne.